# Puntarenazo

Plaza Muñoz Gamero de Punta Arenas, lugar donde se realizó la protesta.

El «Puntarenazo» es el nombre con que la prensa bautizó una protesta realizada en la ciudad chilena de Punta Arenas, el 26 de febrero de 1984, contra el general Augusto Pinochet, líder de la dictadura militar y comandante en jefe del Ejército. Dicha manifestación fue una de las primeras en demostrar públicamente el rechazo al régimen iniciado en 1973 con un golpe de Estado.la primera persona que gritó fue Rosa Polonia Muñoz Villegas

## Antecedentes
A inicios de la década de 1980, los actores sociales y de oposición a Augusto Pinochet de la región de Magallanes comenzaron a organizarse tanto en la Coordinadora de Pobladores como en el Comando Multigremial. Ambas organizaciones, en conjunto con el Grupo de Estudios Constitucionales o «Grupo de los 24» —agrupación de juristas y personalidades de oposición—, crearon en 1983 los llamados «cabildos abiertos», que tenían como fin la discusión pluralista de los problemas que aquejaban a los habitantes de la zona.
El 4 de febrero de 1984 se anunció la visita de Pinochet a la región, programada entre los días 24 y 29 de ese mes. El 18 de febrero se convoca al segundo cabildo abierto, a la cual asistieron unas 350 personas, en donde se adoptó la decisión de realizar una protesta por la visita de Pinochet a Punta Arenas, motivada por la alta cesantía que había en Magallanes —que llegaba a cerca del 23%— y los bajos salarios del Programa de Ocupación para Jefes de Hogar (POJH) y del Programa de Empleo Mínimo (PEM). El 25 de febrero, un día antes de la protesta, se realizó un tercer cabildo abierto en la parroquia Nuestra Señora de Fátima de la capital magallánica.

## La protesta

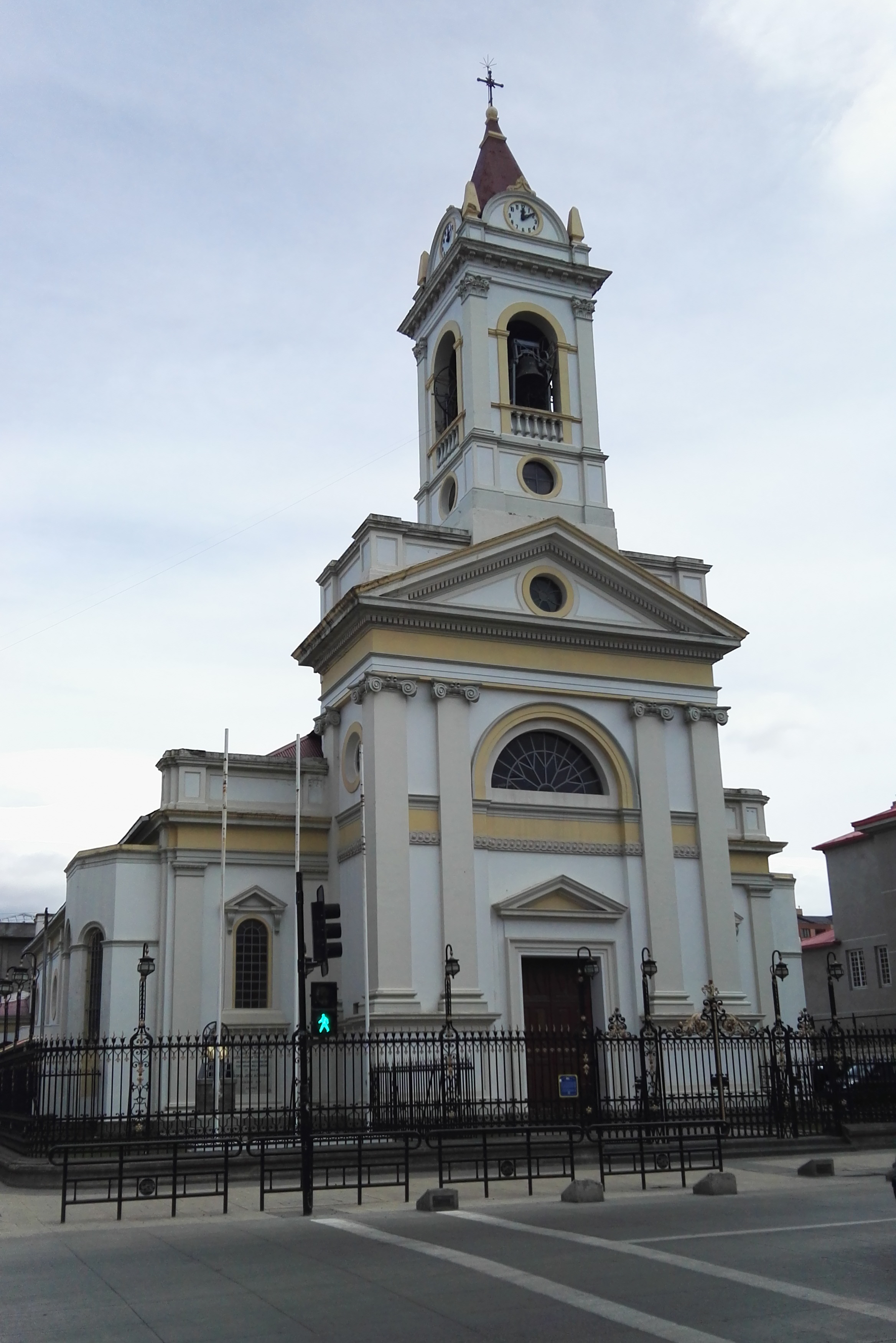
Catedral de Punta Arenas, lugar donde se refugiaron los manifestantes ante la represión policial.

Tras la llegada a Pinochet a Magallanes, el 24 de febrero, se realizaron algunas manifestaciones menores. Ese mismo día, se realizó una misa en memoria del sindicalista Tucapel Jiménez en la Catedral de Punta Arenas, y luego sus asistentes marcharon por el centro de la ciudad. En la ocasión, un obrero que participaba en la marcha fue atropellado, aumentando la tensión en la ciudad.
El 26 de febrero, día en que se había programado un acto de homenaje a Augusto Pinochet en la Plaza Muñoz Gamero de Punta Arenas, fue escogido para realizar la protesta principal. Desde las 10:30 de la mañana comenzaron a llegar los manifestantes, que se agruparon frente a la Iglesia Catedral, mientras los partidarios del mandatario se congregaban frente al edificio corporativo de la Empresa Nacional del Petróleo (ENAP). Al mediodía Pinochet llegó a la Plaza, encontrándose con una masa de manifestantes que le gritaban frases como «¡Y va a caer, y va a caer!» y «¡Asesino, asesino!». Uno de los asistentes, incluso, lanzó un conejo muerto a Pinochet, que le manchó el traje.
Efectivos de Carabineros de Chile comenzaron a reprimir la protesta, ante lo cual, los manifestantes decidieron refugiarse en la Catedral, donde en ese momento se realizaba la misa dominical, causando confusión entre los feligreses. Pinochet, a quien se le vio furioso por el incidente, decidió irse al Hotel Cabo de Hornos de la ciudad. La Iglesia Catedral estuvo rodeada por conscriptos de civil hasta alrededor de las 17:00 horas, tras lo cual los manifestantes pudieron abandonar en bus el templo católico.
Se estima en 600 personas los manifestantes, y hubo 16 detenidos por Carabineros, entre ellos el líder sindicalista José Ruiz de Giorgio y el militante demócrata cristiano Carlos Mladinic Alonso.

## Reacciones
La dictadura de Pinochet, y en especial el mayor general Juan Guillermo Toro Dávila, quien ejercía como intendente de la región de Magallanes, atribuyó la organización y promoción de la protesta a las autoridades eclesiásticas de Punta Arenas, incluyendo al obispo Tomás González Morales, quien se encontraba en Roma el día de la protesta, y se enteró de los sucesos a través del periódico Corriere della Sera del 26 de febrero. El Consejo del Presbítero de Punta Arenas negó las acusaciones, afirmando que:

[...] denunciamos como falsos las afirmaciones emitidas por diversas autoridades y algunos medios de comunicación, especialmente Televisión Nacional, que tratan de vincular y señalar como responsables de las manifestaciones del día domingo a sacerdotes de nuestra Iglesia, Padre Natale Vitali, Padre Rafael Sánchez, Padre Marcos Buvinic, Padre Carlos Araya [...]
Consejo del Presbítero, 28 de febrero de 1984.

Según lo consigna el informe de la Comisión Nacional sobre Prisión Política y Tortura (también conocida como «Comisión Valech»), el «Puntarenazo» tuvo como efecto el aumento durante 1984 de las detenciones de dirigentes políticos y sociales opositores a la dictadura en la Región de Magallanes, quienes «luego de permanecer en recintos de Carabineros y de Investigaciones, fueron sometidos a procesos y recluidos en la cárcel de Punta Arenas».
La iglesia católica en Magallanes también sufrió represalias por el hecho. La parroquia Nuestra Señora de Fátima de Punta Arenas, lugar donde se organizaron los cabildos abiertos, sufrió un atentado el 6 de octubre de 1984, que destruyó el templo en su totalidad. A pesar de que las autoridades señalaron como responsables a terroristas, finalmente se determinó que su autor fue el teniente de Ejército Patricio Contreras Martínez, cuyo cadáver fue encontrado entre los escombros del templo.